# Hroar Stjernen
Hroar Stjernen (né le 11 février 1961) est un sauteur à ski norvégien.

## Palmarès

### Championnats du monde
| Épreuve / Édition | Seefeld 1985 | Oberstdorf 1987 |
| Petit Tremplin    | 36e          | 4e              |
| Grand Tremplin    | 10e          | 38e             |
| Par Equipes       |              | Argent          |

### Coupe du monde
- Meilleur classement final: 5e en 1987.
- 1 victoire.

### Saison par saison
| Année | Lieu                     |
| 1985  | Bischofshofen (Autriche) |